# Kanton Vaubecourt
Vaubecourt is een voormalig kanton van het Franse departement Meuse. Het kanton maakte deel uit van het arrondissement Bar-le-Duc tot het in maart 2015 werd opgeheven en de gemeenten werden toegevoegd aan het kanton Revigny-sur-Ornain.

## Gemeenten
Het kanton Vaubecourt omvatte  de volgende gemeenten:
- Chaumont-sur-Aire
- Courcelles-sur-Aire
- Érize-la-Petite
- Les Hauts-de-Chée
- Laheycourt
- Lisle-en-Barrois
- Louppy-le-Château
- Noyers-Auzécourt
- Rembercourt-Sommaisne
- Sommeilles
- Vaubecourt (hoofdplaats)
- Villotte-devant-Louppy